# Fűzvölgyi-csatorna
A Fűzvölgyi-csatorna mesterségesen épített és üzemeltetett csatorna, partja változatos, nádasokkal, gyékénnyel, bedőlt fákkal tarkított. Vízkormányzó műtárgyakkal a csatorna öt bögére (duzzaszott szakaszra) van osztva. A Fűzvölgy Öntöző Főcsatorna Vízrendszer kiinduló pontja Szalkszentmártontól délre található, mintegy 3 kilométerre. A Kiskunsági Főcsatorna Vízrendszer főágából ered.

## A csatorna hasznosítása
A főcsatorna Bács-Kiskun vármegye egyik legjelentősebb horgászvize. A vízterület kezelője a Bács-Kiskun Vármegyei Horgászegyesületek Szövetsége. A csatorna az egykori Duna-ág maradványaként csordogáló ér volt az 1960-as évekig, ekkor öntözőcsatornát alakítottak ki, amelyben intenzív haltenyésztés folyt. A helyiek által máig „Ér”-nek vagy „Nagyér”-nek nevezett csatorna kiváló horgászvíz volt ekkor. Az 1980-as években a kifejezett haltenyésztés megszűnt. Halasítására a szövetség ezután sokat fordított, ami egy olyan halállomány kialakulását eredményezte, amelyről elmondható, hogy a Kiskunsági-főcsatornát leszámítva egyedülálló a vármegyében. A főcsatornának nincs nagy vízfolyása, azonban a folyamatosan áramló víz mennyisége jó életfeltételeket biztosít a halak számára. A csatorna szélessége átlagban 30–40 méter, mélysége 1,4–1,8 méter. Találhatóak rajta olyan szakaszok is, ahol a víz mélysége eléri a 2,5 métert. Ezek a halak számára is kedvelt vermelő helyek, ahol az állomány 80–85 %-a tartózkodik a tél folyamán. A terület parti sávja általában nádassal borított, illetve találhatóak rajta olyan helyek is, amelyek fűvel borítottak vagy bedőlt ágakkal, fagyökerekkel tarkítottak. Ennek megfelelően a csatornán találhatóak olyan szakaszok, amelyek alkalmasak a halak természetes szaporodására. 
A területen olyan halfajok nagyobb arányban fordulnak elő, mint a compó és az arany vagy széles kárász, melyek szintén mesterséges telepítések után kerültek olyan állomány szintre, amelyen már viszonylag gyakran foghatók.

## Települések a folyó mentén
- Szalkszentmárton
- Újsolt
- Solt (település)
- Dunatetétlen
- Kalocsa

## Külső hivatkozások
- https://web.archive.org/web/20180830034237/http://bacs-hosz.hu/vizteruletek/fuzvolgyi-ontozo-focsatorna/